# SN 2009lr
SN 2009lr – supernowa typu Ia odkryta 23 listopada 2009 roku w galaktyce A231414-0245. W momencie odkrycia miała maksymalną jasność 17,30m.